# Rhyacophila vagrita
Rhyacophila vagrita är en nattsländeart som beskrevs av Milne 1936. Rhyacophila vagrita ingår i släktet Rhyacophila och familjen rovnattsländor. Inga underarter finns listade i Catalogue of Life.